# High Lake, Antarktis
High Lake är en sjö i Antarktis. Den ligger i Östantarktis. Australien gör anspråk på området. High Lake ligger 40 meter över havet.